# Перласа, Джон
Джон Алехандро Перласа Сапата (исп. Jhon Alejandro Perlaza Zapata; род. 26 августа 1994, Кали) — колумбийский легкоатлет, специалист по бегу на короткие дистанции. Выступает за сборную Колумбии по лёгкой атлетике с 2013 года, чемпион Панамериканских игр, двукратный чемпион Боливарианских игр, обладатель бронзовой медали Игр Центральной Америки и Карибского бассейна, победитель и призёр первенств Южной Америки, действующий рекордсмен страны в эстафете 4 × 400 метров, участник двух летних Олимпийских игр.

## Биография
Джон Перласа родился 26 августа 1994 года в городе Кали департамента Валье-дель-Каука.
Впервые заявил о себе в лёгкой атлетике на международном уровне в сезоне 2013 года, когда вошёл в состав колумбийской национальной сборной и выступил на чемпионате Южной Америки в Картахене, где занял пятое место в индивидуальном беге на 400 метров и выиграл серебряную медаль в эстафете 4 × 400 метров. Позднее в тех же дисциплинах стал четвёртым и одержал победу на Боливарианских играх в Тухильо.
В 2014 году на Южноамериканских играх в Сантьяго был пятым в дисциплине 400 метров и взял бронзу в эстафете 4 × 400 метров. Стартовал на Играх Центральной Америки и Карибского бассейна в Веракрусе.
В 2015 году отметился выступлением на чемпионате мира по легкоатлетическим эстафетам в Нассау.
Благодаря череде удачных выступлений удостоился права защищать честь страны на летних Олимпийских играх 2016 года в Рио-де-Жанейро — в программе эстафеты 4 × 400 метров вместе с соотечественниками Антони Самбрано, Диего Паломеке и Карлосом Лемосом не смог пройти дальше предварительного квалификационного этапа.
В 2017 году на чемпионате Южной Америки в Луке получил серебро в дисциплине 400 метров и золото в эстафете 4 × 400 метров. Бежал эстафету 4 × 400 метров на чемпионате мира в Лондоне. Успешно выступил на Боливарианских играх в Санта-Марте, где стал серебряным призёром в индивидуальном беге на 400 метров и победил в эстафете 4 × 400 метров.
В 2018 году в эстафете 4 × 400 метров взял бронзу на Играх Центральной Америки и Карибского бассейна в Барранкилье.
В 2019 году в эстафете 4 × 400 метров победил на Панамериканских играх в Лиме, с ныне действующим национальным рекордом Колумбии 2:59,50 занял четвёртое место на чемпионате мира в Дохе.
Будучи одним из сильнейших спринтеров Колумбии, бежал 400 метров и эстафету 4 × 400 метров на Олимпийских играх 2020 года в Токио — вместе с Раулем Меной Педросой, Диего Паломеке и Джоном Солисом не смог пройти дальше предварительного квалификационного этапа — показал результат 3:03,62 и занял последнее восьмое место в своём забеге.